# Baibarana
Baibarana is een geslacht van halfvleugeligen uit de familie schuimcicaden (Cercopidae). De wetenschappelijke naam van dit geslacht is voor het eerst geldig gepubliceerd in 1940 door Matsumura.

## Soorten
Het geslacht Baibarana omvat de volgende soorten:
- Baibarana bicolor Liang, Jiang & Webb, 2006
- Baibarana longispina Liang, Jiang & Webb, 2006
- Baibarana rufofasciata Liang, Jiang & Webb, 2006
- Baibarana sinuata Liang, Jiang & Webb, 2006
- Baibarana uchidai Matsumura, 1940